# 휘서
휘서(본명:조휘현, 2002년 7월 31일 ~ )은 대한민국의 가수이다. 걸 그룹 하이키의 멤버이며, 프로젝트 그룹 EL7Z U+P의 멤버이기도 하다.

## 생애
2022년 6월 14일, 걸 그룹 하이키의 새 멤버로 영입되었고, 메인보컬 겸 래퍼로 활동하고 있다.
2023년 6월 13일부터 방영된 M.net 《퀸덤 퍼즐》에 하이키의 동료 멤버 리이나와 함께 출연하였다. 8월 15일 최종화에서 1위를 기록하여 프로젝트 그룹 EL7Z U+P의 멤버로 활동하게 되었다.

## 음반 외 활동

### 텔레비전 방송
- 2023년 3월 30일 : JTBC 《한문철의 블랙박스 리뷰》...게스트
- 2023년 4월 13일 : Mnet 및 tvN 《너의 목소리가 보여》... 게스트
- 2023년 4월 25일 : tvN story 《어쩌다 어른》... 게스트
- 2023년 5월 7일 : MBC 《복면가왕》... 게스트
- 2023년 6월 13일 ~ 8월 15일 : Mnet 《퀸덤 퍼즐》... 최종 1위
- 2024년 1월 8일 : JTBC 《톡파원 25시》...게스트